# Edna Hammel
Edna Hammel (Johnson City (New York), 9 aprile 1901 – Southwick (Massachusetts), 17 maggio 1964) è stata un'attrice statunitense, attiva come attrice bambina nel cinema muto dal 1911 al 1915 (tra i 10 e 14 anni d'età).

## Biografia
Nata a Johnson City (New York) nel 1901, Edna Hammel è stata una delle  più celebri e prolifiche attrici bambine del cinema muto americano negli anni dieci. Compare con gli Edison Studios in oltre 40 pellicole, al fianco degli altri attori bambini della compagnia, come Yale Boss, Robert Emmett Tansey, Bobby Connelly, Andy Clark, Edna May Weick, Kathleen Coughlin, Helen Coughlin, Shirley Mason, e altri.
I bambini sono impiegati ogniqualvolta si richieda la loro presenza, in parti di supporto ma anche con ruoli di protagonisti. Nel triennio 1912-14 Edna è l'attrice bambina cui la compagnia fa costantemente affidamento per le parti più impegnative, come in The Little Bride of Heaven (1912), The Boy and the Girl (1912) o What Katie Did (1913). Compare anche in serial cinematografici di successo, come la nipotina di Uncle Mun o ne The Adventures of Andy Clark, dove interpreta in quattro episodi il ruolo di Maggie in supporto al protagonista, Andy Clark.
Tuttavia, giunta all'adolescenza, dagli Edison Studios non è ritenuta adatta a ricoprire ruoli di giovane attrice. La sua carriera attoriale si conclude così nel 1915, con una piccola parte nell'unico film da lei girato con un'altra compagnia, la Frohman Amusement Corp.. Da allora la vita di Hammel si svolgerà lontana dal mondo dello spettacolo.
Muore nel 1964 a Southwick (Massachusetts), all'età di 63 anni.

## Riconoscimenti
- Young Hollywood Hall of Fame (1908-1919)

## Filmografia
- Bob and Rowdy (1911)
- A Western Prince Charming (1912)
- The Little Bride of Heaven (1912)
- Alone in New York, regia di Ashley Miller (1912)
- The Boy and the Girl, regia di Ashley Miller (1912)
- The Grandfather, regia di Harold M. Shaw (1912)
- The Little Girl Next Door, regia di Ashley Miller (1912)
- Uncle Mun and the Minister, regia di C.J. Williams (1912)
- Mother Goose in a Sixteenth Century Theatre (1912)
- The Affair at Raynor's, regia di Charles Brabin (1912)
- Linked Together, regia di C.J. Williams (1912)
- A Thrilling Rescue by Uncle Mun, regia di C.J. Williams (1912)
- Annie Crawls Upstairs, regia di Charles Brabin (1912)
- A Christmas Accident, regia di Harold M. Shaw (1912)
- What Katie Did, regia di Charles M. Seay (1913)
- The New Day's Dawn, regia di Harold M. Shaw (1913)
- The Governess, regia di Walter Edwin (1913)
- The Ranch Owner's Love-Making, regia di Walter Edwin (1913)
- The Gauntlets of Washington, regia di J. Searle Dawley e Walter Edwin (1913)
- Newcomb's Necktie, regia di C.J. Williams (1913)
- Her Royal Highness, regia di Walter Edwin (1913)
- The Patchwork Quilt, regia di Charles H. France (1913)
- The Dream Fairy, regia di Ashley Miller (1913)
- A Tardy Recognition, regia di George Lessey (1913)
- A Mistake in Judgment, regia di Charles M. Seay (1913)
- The Embarrassment of Riches, regia di Charles M. Seay (1913)
- The Doctor's Duty, regia di George Lessey (1913)
- The Phantom Signal, regia di George Lessey (1913)
- The Gunmaker of Moscow, regia di George Lessey (1913)
- United in Danger, regia di Ashley Miller - cortometraggio (1914)
- The Adventures of Andy Clark, serial cinematografico
- Andy Plays Hero, regia di Charles H. France - cortometraggio (1914)

1. Andy and the Redskins, regia di Charles H. France (1914)

- Sophia's Imaginary Visitors, regia di Walter Edwin - cortometraggio (1914)
- Mr. Sniffkins' Widow, regia di Charles M. Seay - cortometraggio (1914)
- Andy, the Actor, regia di Charles H. France - cortometraggio (1914)
- Quarantined, regia di Charles H. France - cortometraggio (1914)
- His Sob Story, regia di George Lessey - cortometraggio (1914)
- The Coward and the Man, regia di  Ashley Miller - cortometraggio (1914)
- A Canine Rival, regia di C.J. Williams - cortometraggio (1914)
- One Touch of Nature, regia di Ashley Miller - cortometraggio (1914)
- Andy Learns to Swim, regia di Charles H. France (1914 - cortometraggio)

- Father's Beard, regia di Charles Ransom (1914)
- The New Partner, regia di Langdon West - cortometraggio (1914)
- The Fairy and the Waif, regia di Marie Hubert Frohman e George Irving (1915)